# 大矢田宿禰
大矢田宿禰（おおやたのすくね、生没年不詳）は、古墳時代の豪族。

## 概要
孝昭天皇の4世孫の彦国葺命の孫であり、建振熊命の子であるとされる。
『新撰姓氏録』によると、神功皇后の三韓征伐に従って新羅を討ったとされる。その後は新羅に留まり、鎮守将軍となって、新羅王猶榻の女を娶り、佐久命と武義命という兄弟をもうけた。
佐久命の9世孫の和珥部臣鳥や務大肆・忍勝は来日し、近江国志賀郡真野村に居住したため、天智天皇の庚寅年（670年）に真野臣姓を名乗ったという。
なお、浅間大社社家の富士氏に伝来した系図によれば、前述の和珥部臣鳥は真野臣を名乗らず、その曾孫の外正六位下富士郡大領・和邇部富麿が富士氏の祖となったという。